# 丘文懿
丘文懿（1927年1月24日—），男，广西陆川人，中华人民共和国政治人物，曾任钦州地区行署专员、地委书记，广西壮族自治区人大常委会副主任，第六届全国人大代表。